# 葛山站 (黄海南道)
葛山站（韓語：갈산역）是位于朝鮮民主主義人民共和國黃海南道青丹郡的一個鐵路車站。屬於白川線。

## 邻近车站
白川線
长芳站 - 葛山站 - 青丹站